# アカアシガメ
アカアシガメ(Chelonoidis carbonarius)は、爬虫綱カメ目リクガメ科ナンベイリクガメ属に分類されるカメ。ナンベイリクガメ属の模式種。

## 分布
アルゼンチン北部、ガイアナ、コロンビア、スリナム、トリニダード・トバゴ（移入？）、パナマ南東部、パラグアイ、ブラジル、仏領ギアナ、ベネズエラ、ボリビア西部に自然分布。アメリカ合衆国（セント・クロイ島、プエルトリコ）、ジャマイカ、ドミニカ共和国、ハイチ、小アンティル諸島などに移入。
イギリス領アンギラにある更新世の地層から化石が発見されているため、以前は小アンティル諸島にも分布していたが絶滅し、後に人為的に移入されたと考えられている。

## 形態
最大甲長51センチメートル。背甲はドーム状に盛り上がる。側面がくびれ、上から見ると細長いヒョウタン状。後部縁甲板の外縁は尖らない。背甲の色彩は黒や暗褐色で、孵化直後からある甲板（初生甲板）やその周辺は黄色や淡黄褐色・橙色。種小名carbonariaは「黒っぽい」の意で、背甲の色彩に由来すると考えられている。腋下甲板は小型で、鼠蹊甲板は中型。左右の肩甲板の継ぎ目の長さ（間肩甲板長）は、左右の股甲板の継ぎ目の長さ（間股甲板長）よりも短いか同程度。
頭部は小型。額を覆う鱗（額板）は大型で、その前部にある鱗（前額板）は小型で縦に分かれる。頭部の色彩は褐色や暗褐色で、赤や橙色・黄色の斑紋が入る。四肢の色彩は暗褐色で、前肢の大型鱗に黄色や橙色の斑紋が入り前肢が赤みを帯びる個体が多いことが和名の由来になっている。
卵は長径4 - 5.9センチメートル・短径3.4 - 4.8センチメートルの楕円形、もしくは直径4 - 5センチメートルの球形。オスの成体は背甲の側面が、メスよりもくびれる傾向がある。
亜種はないが、個体群を大きく4つに分ける説もある。以下の個体群ごとの分布・形態は安川(2004)および安川(2012)に従う。
北部個体群（ガイアナ、コロンビア、スリナム、パナマ、ブラジル北部、仏領ギアナ、ベネズエラなど）
甲長30 - 35センチメートル。移入個体群も甲長30センチメートル未満と小型だが、北部個体群と考えられ捕食圧や島嶼という環境で後天的に小型化したと考えられている。背甲の色彩は黒や暗褐色で、孵化直後からある甲板（初生甲板）は黄色や橙色。腹甲の色彩が黄褐色で腹甲板や股甲板に暗色斑が入る。頭部の斑紋が黄色で、一部が赤みの強い橙色の個体もいる。前肢の斑紋が赤や赤みがかった橙。オスの成体は背甲の側面が明瞭にくびれる。
ブラジル東部個体群（セアラ州からマット・グロッソ州にかけて）
甲長40センチメートル以上に達することがある大型個体群。背甲の色彩は黄褐色で、継ぎ目に沿って不規則な暗色斑が入る。頭部の斑紋が黄色や赤みがかった橙色で、前肢の斑紋が赤い。オスでも背甲の側面があまりくびれない。
ボリビア個体群
甲長40センチメートル以下。背甲の色彩は黒や暗褐色で、孵化直後からある甲板（初生甲板）は黄色や橙色。腹甲の色彩が黒や暗褐色で、初生甲板の周囲が黄色や黄褐色。頭部の斑紋が黄色だが、赤みの強い個体もいる。オスでも背甲の側面があまりくびれない。
アルゼンチン個体群（アルゼンチン、パラグアイ）。
甲長20 - 22センチメートル。背甲の色彩は黒や暗褐色で、孵化直後からある甲板（初生甲板）は黄色や橙色。腹甲の色彩が黒や暗褐色で、初生甲板の周囲が黄色や黄褐色。頭部の斑紋が黄色や赤みがかった橙色で、前肢の斑紋が赤い。オスでも背甲の側面があまりくびれない。

## 生態
やや湿度の高いサバンナや、その周辺にある森林の林縁などに生息する。キアシガメが同所的に分布しないコロンビア北東部・パナマ南部・ベネズエラ西部といった地域の一部では、熱帯雨林にも生息する。
主に花や果実を食べるが、木の葉、樹皮、根、草本、キノコ、昆虫、陸棲の巻貝、動物の死骸なども食べる。乾季は主に花を食べ、雨季になると果実食傾向が強くなる。
繁殖様式は卵生。コロンビアの個体群は6 - 9月に産卵する。ブラジル中部では周年産卵する。1回に2 - 7個の卵を数回に分けて産む。飼育下では年6回産卵した記録もある。卵は140 - 150日で孵化する。飼育下では29 - 31℃の環境下で、117 - 158日で孵化した例がある。

## 人間との関係
生息地では食用とされることがある。
分布域では生息数は多い種だと考えられている。一方で農地開発や都市開発・過放牧・野火による生息地の破壊、食用やペット用の乱獲などにより生息数は減少している。パラグアイ・ブラジル・仏領ギアナ・ベネズエラでは野生個体の輸出目的の採集は法的に厳しく制限されている。1975年にワシントン条約発効時には旧リクガメ属Geochelone単位で、1977年にはリクガメ科単位でワシントン条約附属書IIに掲載されている。
ペットとして飼育されることもあり、日本にも輸入されている。主に飼育下繁殖個体や養殖個体が流通し、野生個体の流通は減少している。1970年代まではコロンビア産、1980年代まではアルゼンチン産やボリビア産の野生個体が流通していたが、これらの輸出が規制・停止したためガイアナ産やスリナム産の野生個体が流通する。アメリカ合衆国およびアメリカ合衆国経由でアルゼンチン産・ウルグアイ産・バルバドス産・ブラジル産の飼育下繁殖個体も流通する。ガイアナ産やブラジル産で最大でも甲長30センチメートルとされる「チェリーヘッド」「ブラジルチェリーヘッド」という個体が流通するが、流通歴が短く長期飼育例がないこと・甲長20センチメートルで成長が止まる個体がいる一方で30センチメートルを超えても成長し続ける個体がいること・どの地域の個体群を種親に用いているのか不明なことなどから、「チェリーヘッド」ではない個体と区別できるかどうかは不明とされる。

## 画像

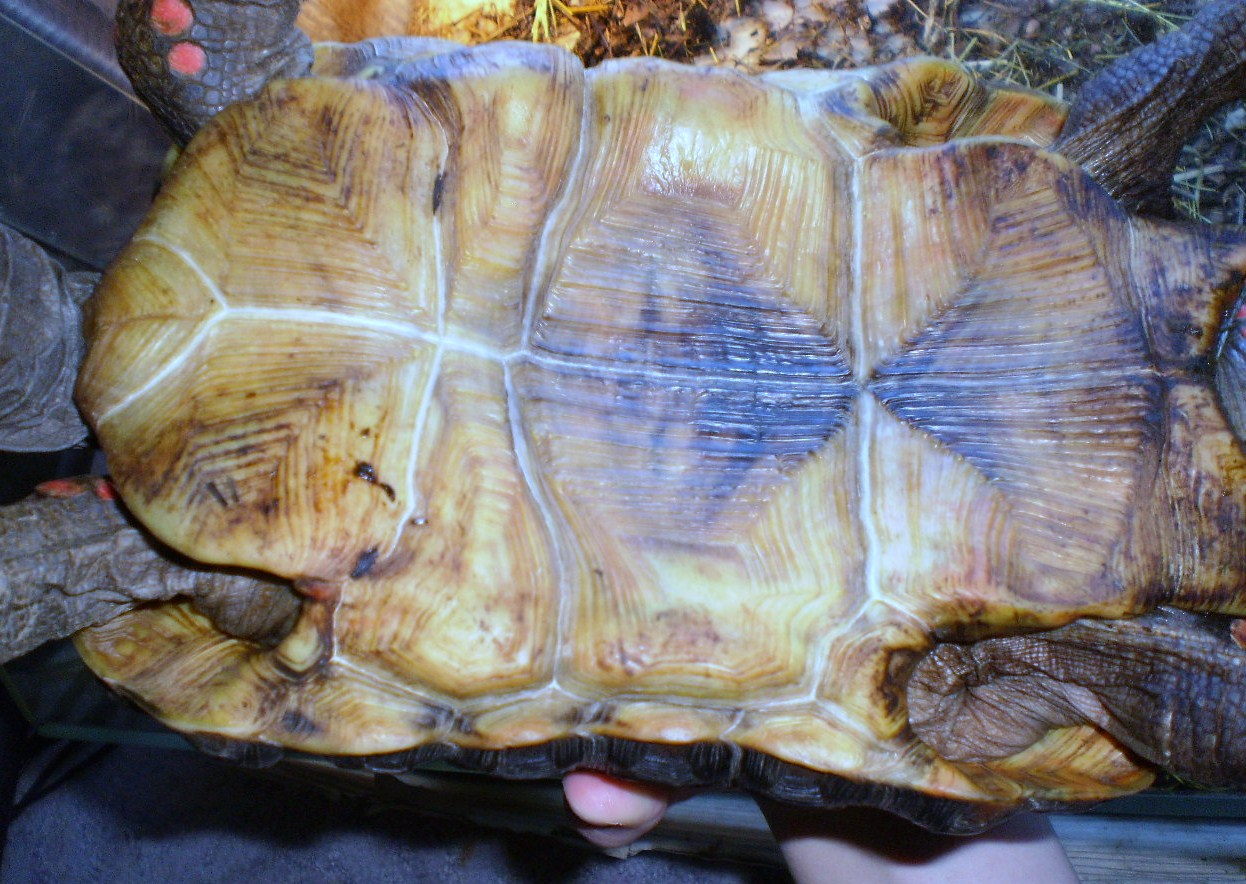
腹甲
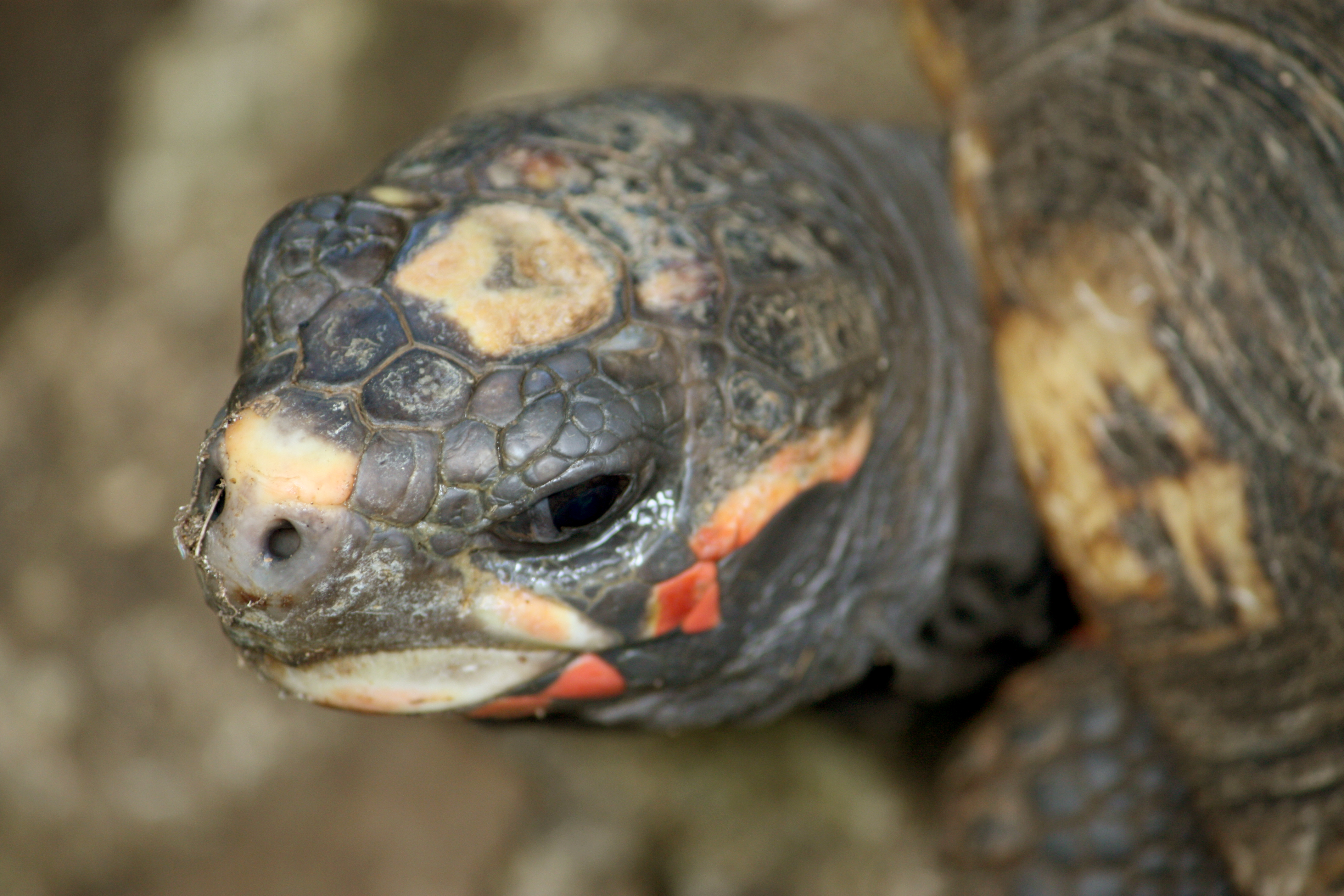
頭部